# Ambassade d'Algérie en Serbie
L'ambassade d'Algérie en Serbie est la représentation diplomatique de l'Algérie en Serbie, qui se trouve à Belgrade, la capitale du pays.